# 上私都村
上私都村（かみきさいちそん）は、鳥取県八頭郡にあった自治体である。1896年（明治29年）3月31日までは八東郡に属した。

## 概要
現在の八頭町麻生・姫路・明辺・落岩・山志谷・福地・野町に相当する。千代川水系八東川支流の私都川上流域に位置した。
平安時代には和名類聚抄に記載される因幡国八上郡十二郷の1つ私部郷に属した。私部は因幡志が成立した時期になると次第に私都と書かれるようになり、藩政時代には鳥取藩領の八東郡私都郷（きさいちのごう）に属する姫路村・明辺村（明延村・明野辺村）・落岩村・山志谷村・麻生村・福地村・野町村があった。

## 沿革
- 1881年（明治14年）9月12日 - 鳥取県再置。
- 1883年（明治16年）3月 - 市場村（後の中私都村大字市場）に置かれた連合戸長役場の管轄区域となる[4]。
- 1889年（明治22年）10月1日 - 町村制の施行により、姫路村・明辺村・落岩村・山志谷村・麻生村・福地村・野町村が合併して村制施行し、八東郡上私都村が発足。旧村名を継承した7大字を編成。中私都村との組合役場を同村大字市場村に設置[5]。
- 1892年（明治25年）9月23日 - 中私都村との組合村を解除し、上私都村役場を大字麻生村5番屋敷に設置[6]。
- 1896年（明治29年）4月1日 - 郡制の施行により、八上郡・八東郡・智頭郡の区域をもって八頭郡が発足し、八頭郡上私都村となる。
- 1915年（大正4年）1月1日 - 「上私都村大字◯◯村」から大字の「村」を削除し、「上私都村大字◯◯」と改称[7]。
- 1920年（大正9年）5月20日 - 役場位置を大字麻生字山ノ鼻188番1地、188番3地に変更[8]。
- 1957年（昭和32年）3月31日 - 郡家町（2代）、中私都村と合併し、改めて郡家町（3代）が発足。同日上私都村廃止[9][10]。

## 行政

### 役場
当初は中私都村との組合役場を共同で設置していたが3年後に組合村を分離し、麻生に役場を設置した。1957年の合併の際に支所を1ヶ所設置することになり中私都村との協議の結果、上私都村役場位置と決定され郡家町役場上私都支所となった。またこの庁舎には上私都森林組合も入居していた。

### 歴代村長
| 氏名       | 就任年月日                 | 退任年月日                 | 地区         | 備考 |
| ---------- | -------------------------- | -------------------------- | ------------ | ---- |
| 山内春泰   | 1892年（明治25年）9月1日   | 1893年（明治26年）7月5日   | 麻生         |      |
| 岡垣宣宗   | 1893年（明治26年）7月21日  | 1897年（明治30年）1月11日  | 落岩         |      |
| 青木保蔵   | 1897年（明治30年）4月27日  | 1898年（明治31年）12月21日 | 中私都村市場 |      |
| 宮崎周蔵   | 1899年（明治32年）2月18日  | 1899年（明治32年）8月3日   | 麻生         |      |
| 勝原源蔵   | 1899年（明治32年）8月29日  | 1903年（明治36年）12月28日 | 落岩         |      |
| 勝原辰次郎 | 1904年（明治37年）1月8日   | 1906年（明治39年）10月12日 | 落岩         |      |
| 安藤常次郎 | 1906年（明治39年）11月12日 | 1910年（明治43年）11月11日 | 野町         |      |
| 福本辰蔵   | 1910年（明治43年）11月12日 | 1914年（大正3年）11月11日  | 福地         |      |
| 田中辰太郎 | 1914年（大正3年）11月21日  | 1915年（大正4年）1月18日   | 麻生         |      |
| 入江満義   | 1915年（大正4年）2月2日    | 1919年（大正8年）2月1日    | 山志谷       |      |
| 石谷順蔵   | 1919年（大正8年）1月25日   | 1927年（昭和2年）2月       | 麻生         |      |
| 入江満義   | 1927年（昭和2年）2月       | 1934年（昭和9年）3月       | 山志谷       |      |
| 新藤藤蔵   | 1934年（昭和9年）4月       | 1937年（昭和12年）5月      | 福地         |      |
| 森辰次     | 1937年（昭和12年）7月      | 1941年（昭和16年）6月      | 野町         |      |
| 入江大ニ   | 1941年（昭和16年）7月      | 1944年（昭和19年）8月      | 山志谷       |      |
| 岡垣馨     | 1944年（昭和19年）8月      | 1946年（昭和21年）5月      | 落岩         |      |
| 田中金一   | 1946年（昭和21年）5月      | 1946年（昭和21年）11月     | 福地         |      |
| 田中英男   | 1947年（昭和22年）4月      | 1957年（昭和32年）3月30日  | 麻生         |      |
| 参考文献 - |                            |                            |              |      |

## 教育
- 上私都村立上私都小学校：現在は統合により八頭町立郡家東小学校。
  - 明辺分校・姫路分校[2]
- 上私都村立上私都中学校：1960年（昭和35年）、郡家町立中央中学校に統合[2]。現在は統合により八頭町立八頭中学校。